# Bep van Klaveren
Bep van Klaveren, původním jménem Lambertus Steenhorst (26. září 1907 Rotterdam – 12. února 1992 tamtéž) byl nizozemský boxer, olympijský vítěz.
Byl nemanželským dítětem a v osmi letech přijal příjmení adoptivního otce. Vyrůstal v rotterdamské chudinské čtvrti Crooswijk a vyučil se řezníkem. V roce 1926 se stal amatérským mistrem Nizozemska v muší váze a v letech 1927–1929 získal tři národní tituly v pérové váze. Soutěž v pérové váze vyhrál také na Letních olympijských hrách 1928 v Amsterdamu, kde ve finále porazil na body Argentince Víctora Peraltu. Stal se tak jediným nizozemským boxerským olympijským vítězem v historii. V letech 1929–1956 boxoval profesionálně a získal titul mistra Evropy v lehké váze i ve střední váze, vystupoval také v zámoří, kde byl populární pod přezdívkou „Nizozemský větrný mlýn“. Za druhé světové války bojoval v nizozemských zahraničních jednotkách, v letech 1944 až 1953 žil v Austrálii, pak se vrátil do vlasti.
Na olympiádě 1952 startoval v boxu i jeho mladší bratr Piet van Klaveren.
Po jeho smrti v roce 1992 mu byl v rodném Rotterdamu postaven pomník a také se zde pořádá van Klaverenův boxerský memoriál. Otisky jeho pěstí jsou součástí rotterdamského Evropského chodníku slávy.

## Galleri

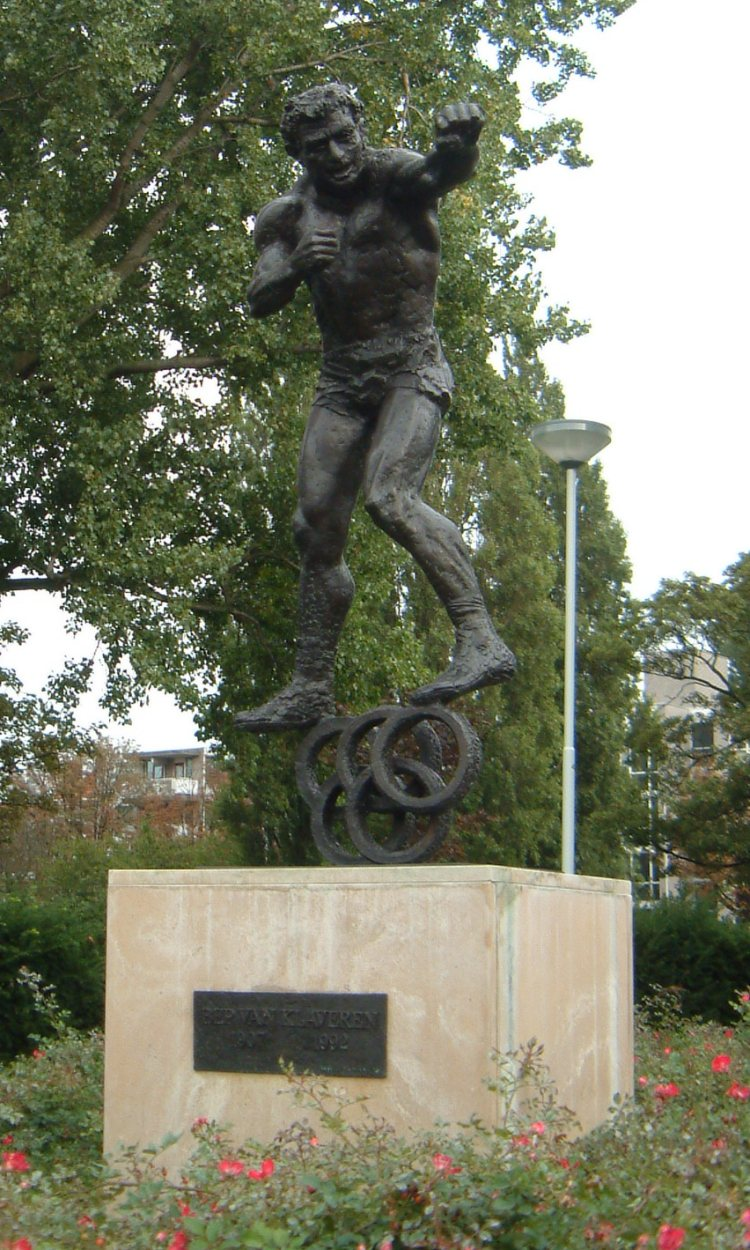
Bep van Klaveren Rotterdam.
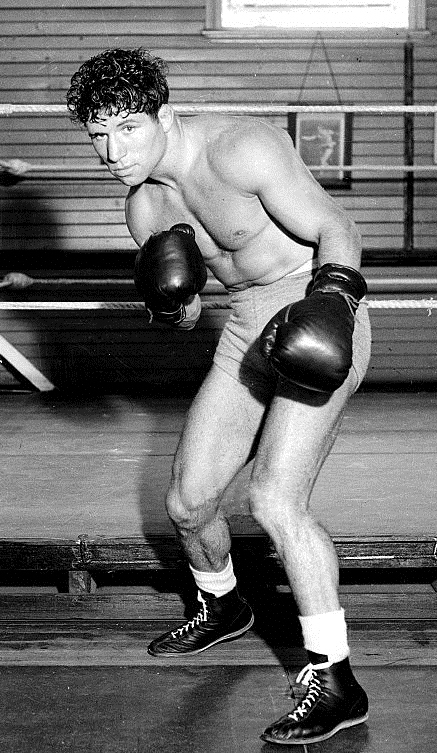
Bep van Klaveren 1935.
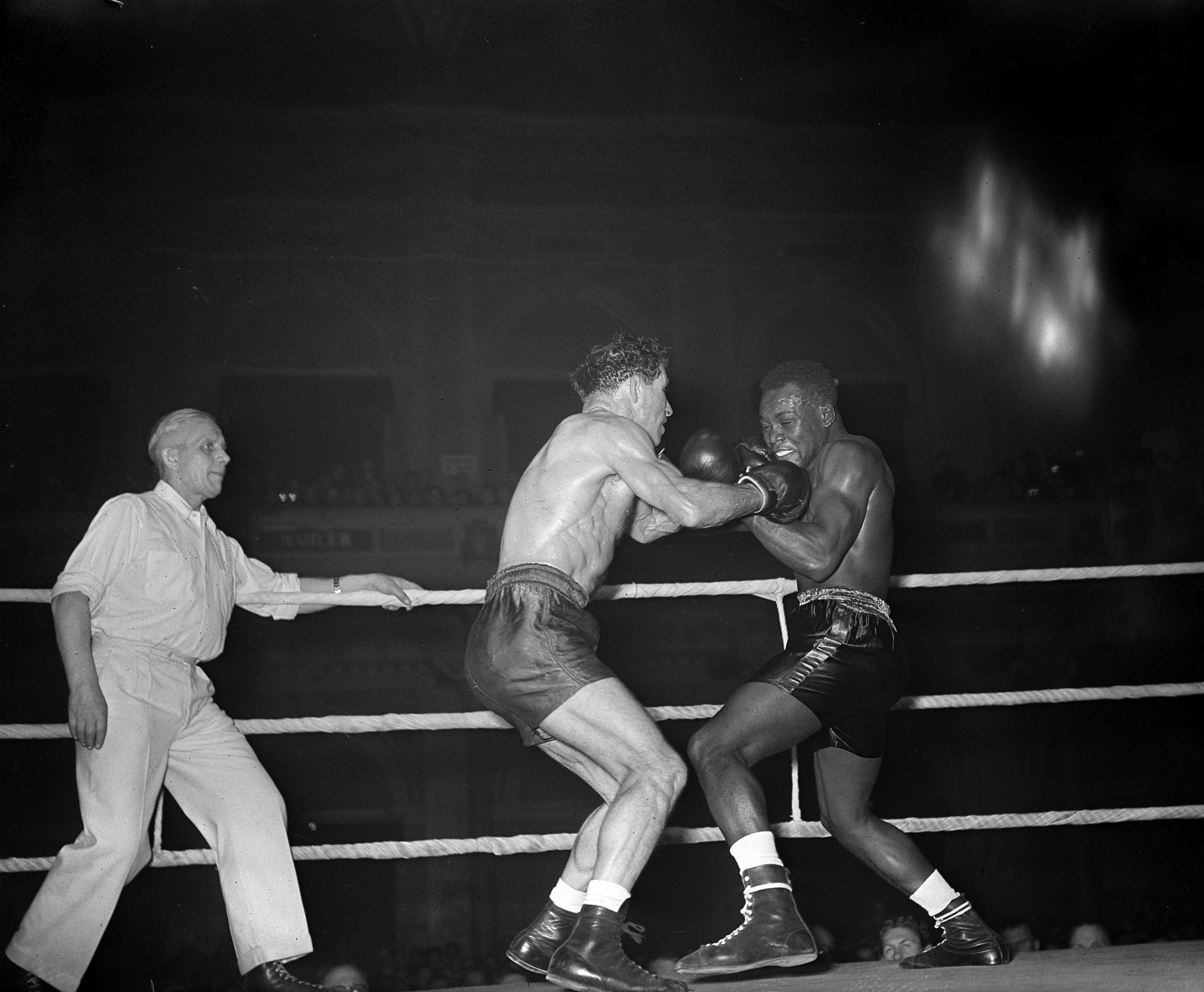
Bep van Klaveren - Kid Pompeij Amsterdam 15 feb 1954.
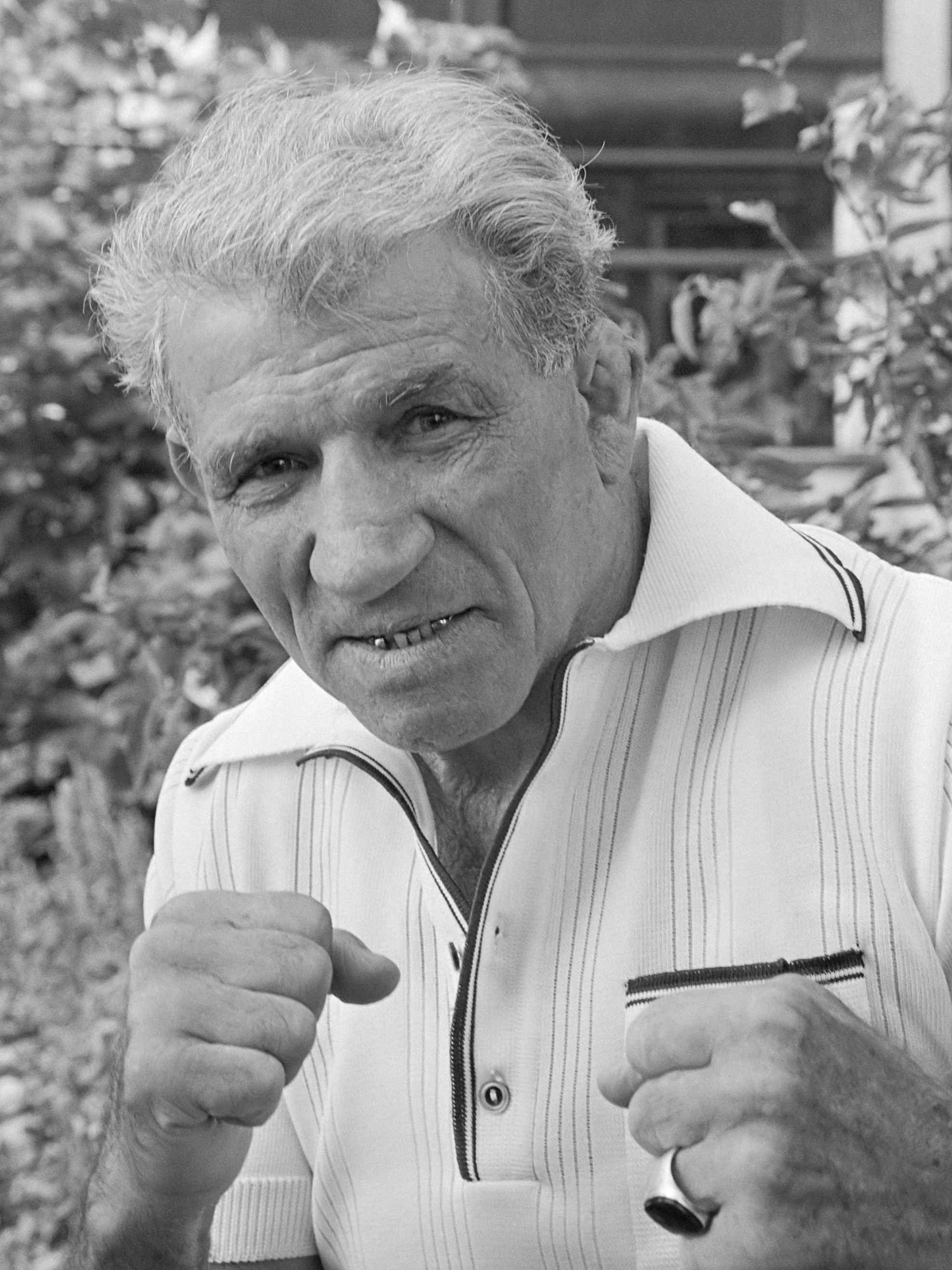
Bep van Klaveren 1982.